# Magiczne święta
Magiczne święta (ang. Magical Christmas Ornaments) – amerykański film romantyczny z 2017 roku w reżyserii Dona McBrearty’ego, wyprodukowany przez wytwórnię Chesler/Perlmutter Productions.
Premiera filmu odbyła się w Stanach Zjednoczonych 3 grudnia 2017.

## Fabuła
Po rozstaniu z narzeczonym Marie (Jessica Lowndes) nie czuje magicznej atmosfery zbliżających się świąt Bożego Narodzenia. Matka Marie oddaje jej swoje ozdoby choinkowe z dzieciństwa, żeby poprawić córce nastrój. Od tej chwili wszystko w życiu Marie się zmienia. Przede wszystkim poznaje Nate’a, przystojnego sąsiada. Jednak ból niedawnego rozstania jest zbyt świeży. Marie traktuje Nate’a z dużym dystansem, ale powoli zaczynają być sobie coraz bliżsi.

## Obsada
- Jessica Lowndes jako Marie
- Brendan Penny jako Nate
- Farah Merani jako Andi Fitzgerald
- Stephen Huszar jako Clark
- Judah Katz jako Henry
- Tim Matheson jako J.P. Presley
- Lindsay Lecoq jako Linda
- Anthony Ulc jako Alex
- Kristen Kurnik jako Leslie
- Hattie Kragten jako Skylar